# NG기사 라무네 앤드 40
《NG기사 라무네 앤드 40》은 1990년에 제작된 애니메이션 시리즈이다. 한국어 더빙은 1992년 보물섬 홈비디오에서 《라모네기사》라는 제목으로 비디오 출시한 바 있으며, 이후 MBC에서 재더빙하여 《소년기사 라무》라는 제목으로 1997년 3월부터 5월까지 방영한 바 있다.

## 등장인물
바바 라무네 - (성우:쿠사오 타케시) 그는 비디오 게임을 즐기는 10세 소년이다.
프린세스 밀크 - (성우:요코야마 치사) 하라-하라 세계에서 온 "귀여운" 소녀는 요정 귀가 있다.
코코아 - (성우:타마가와 사키코) 아라라 왕국의 공주로 밀크의 언니이자 카페오레의 동생이다.
타마큐 - (성우:코지로 치에) 그의 머리 슬롯에서 개폐가능한 동전 투입구에 금속 동전을 넣으면 수호 기사를 소환할 수 있는 손 크기의 어드바이스 로봇이다.
더 사이더 - (성우:야오 카즈키) 기발한 주요 악당이지만, 실제로는 돈 하루마게의 미니언이다.
레스카 - (성우:마츠이 나오코) 더 사이더의 애인이자 파트너이다.
헤비메탈코 - (성우:이소노 타라코) 더 사이더의 어깨 패드에 사는 작은 노란색 뱀 어드바이저 로봇이다.

## 스토리
모든것을 시작한 이야기는 비디오 게임을 즐기는 라무네라는 소년에 관한 이야기이다. 창피한 학교 일과후 라무네는 집에 돌아오지만, 도중에 그녀는 비디오 게임을 팔고있는 것을 알리는데 어려움을 겪는 성냥 소녀처럼 보이게 된다. 그래서 그는 하나를 사서 다른 사람에게도 하나를 사도록 설득한다.

## 한국판 성우진 (MBC)
- 최수민 - 라무
- 이승현 - 피큐
- 김수희 - 파르페
- 이병식
- 이종오
- 김영훈
- 정미연
- 김정신
- 박영희
- 이진화
- 홍시호
- 조예신